# Hypselorhachis
Hypselorhachis es un género de reptil extinto, posiblemente un arcosaurio ctenosauriscido emparentado con Ctenosauriscus. Vivió durante el período Triásico. Actualmente solo se conoce a partir de una sola vértebra encontrada en los lechos de Manda del Triásico Medio en Tanzania. La vértebra se conserva en condiciones razonablemente buenas, ya que aunque la espina neural alta está astillada en varios lugares, no está rota a pesar de ser bastante delgada, solo alrededor de 20 mm de espesor transversalmente.
La especie tipo es H. mirabilis, mencionada pero nunca completamente descrita por el paleontólogo inglés Alan J. Charig. Hypselorhachis fue asignado a Ctenosauriscidae, un grupo de arcosaurios con vela en la espalda, en 1988. Fue descrito formalmente por Richard J. Butler y colaboradores en 2009. El nombre significa 'columna alta maravillosa', del latín 'mirabilis' 'maravilloso' y del griego 'ὑπσελος', 'alto' y 'ῥαχις' 'columna vertebral'. Hypselorhachis probablemente tenía al menos 3 metros de largo, tal vez hasta 4 o 5 metros, ya que la vértebra es ciertamente de un animal bastante grande.
Hypselorhachis se conoce a partir de una sola vértebra dorsal anterior encontrada en el Miembro Lifua de Manda Beds, que se cree que se depositó durante la edad Anisiense. La única característica que diagnostica el género es una característica que se observa en la prezigapófisis: una pequeña parte del hueso se proyecta dorsalmente. Debido a la falta de cualquier otro material, las comparaciones entre este y otros arcosaurios tempranos solo pueden basarse en las características observadas en la vértebra, lo que hace que cualquier clasificación filogenética actual sea tentativa. Debido a que la espina neural del holotipo es alargada, con más de cinco veces la altura del centro, Hypselorhachis puede ser un ctenosauriscido. La espina neural tiene alrededor de 305 mm de alto, o posiblemente mayor que esto, ya que puede faltar parte del extremo, mientras que el centro mide solo alrededor de 60 mm de alto incluso en sus puntos más altos. Como se ve en la imagen, el centro tiene superficies inferiores derecha e izquierda profundamente cóncavas. Otros ctenosauriscidos como Arizonasaurus y Ctenosauriscus poseían velas característicamente grandes que se formaron a partir de espinas neurales alargadas, y la forma de la espina neural también es similar. En Hypselorhachis, como en los ctenosauriscidos mencionados, la espina neural es más ancha en el extremo distal que en el extremo proximal, y si, como parece seguro, tuviera una vela completa, la vela habría sido bastante dura debido a que en su mayoría eran huesos comprimidos transversalmente con poco espacio entre ellos. El arco neural es muy sólido y bastante compacto, y el canal neural bastante delgado, por lo que la médula espinal habría estado relativamente bien protegida.
Otras características de la vértebra incluyen múltiples fosas u hoyos alrededor del canal neural, especialmente justo encima de él en el lado posterior de la vértebra. Estos estaban presentes en muchos arcosaurios y arcosauromorfos, como los dinosaurios saurisquios, pterosaurios, Erythrosuchus, Postosuchus y Arizonasaurus. El hecho de que Hypselorhachis los comparta con Arizonasaurus también puede ser una prueba más de que están estrechamente relacionados, aunque por sí solos eran tan comunes que no sugerirían esto, la presencia tanto de las fosas profundas como de la espina neural alta se asemeja a la de Arizonasaurus. Existe una fuerte evidencia que sugiere que Hypselorhachis era de hecho un ctenosauriscido, o al menos un pariente del grupo principal de los ctenosauriscidos.